# Horacjanizm
Horacjanizm – stworzona przez rzymskiego poetę Horacego postawa wobec życia i moralności. Była swoistym poszukiwaniem złotego środka poprzez połączenie dwóch antycznych filozofii życia: epikureizmu i stoicyzmu. 
Horacjanizm w poezji to zjawisko naśladowania w liryce modelu poezji stworzonego przez Horacego. Model ten obejmował:
- spójność utworu poetyckiego,
- zdolność do panowania nad emocjami czytelników,
- opieranie się na wzorcach poezji greckiej,
- wierne odtwarzanie rzeczywistości w opisach,
- dążenie do prostoty formy i doskonałości stylu w twórczości poetyckiej,
- powściągliwość w wyrażaniu uczuć i korzystaniu z dóbr doczesnych.

Najbardziej znanym poetą polskim pisującym wiersze w stylu Horacego był Jan Kochanowski.